# Деганија Алеф
Деганија Алеф (хебр. דְּגַנְיָה א', D'ganya Alef) је кибуц у северном Израелу. Потпада под јуриздикцију регионалног савета Емек Хајарден. Деганија је била прва квуца (комунална насеобина мања од кибуца) у Израелу. Успоставили су је 1909. имигранти у Отоманску Палестину. Деганија Алеф и суседни кибуц Деганија Бет се налазе на јужној обали Галилејског језера и на реци Јордан. 2016, у кибуцу је живело 752 становника.